# USS Maddox (DD-731)
USS «Меддокс» (DD-731) (англ. USS Maddox (DD-731) — військовий корабель, ескадрений міноносець типу «Ален М.Самнер» ВМС США.
USS «Меддокс» закладений 28 жовтня 1943 на верфі Bath Iron Works, Бат штат Мен і спущений на воду 19 березня 1944.